# Спор Зибеля — Фикера
Спор Зибеля — Фикера (нем. Sybel-Ficker-Streit) — спор второй половины XIX в. между немецкими историками Генрихом фон Зибелем и Юлиусом фон Фикером. Включал в себя дискуссию о внешней политике Священной Римской империи, отношениях между ней и папским престолом. Имела важное значение для германского вопроса — должна ли Австрия быть частью будущей объединённой Германии (Великогерманский путь, Фикер), или Германия будет продолжаться без Австрии (как малогерманский, Зибель).

## Предыстория
Корни разногласий уходят в обострившееся в XVIII веке соперничество между Австрией и Пруссией. Пруссия при Фридрихе II стала крупной европейской державой, и Зибель находит причину спора в прусской историографии начала XIX века. Он продолжается с основанием Германской империи при Отто фон Бисмарке в 1871 г., что стало возможным после победы Пруссии над Австрией в войне 1866 года.

## Спор
Разногласия по поводу политики средневековой империи были важны, потому что они должны были определить политическое направление и национальную идентичность первого национального германского государства. Комментарии Вильгельма фон Гизебрехта, который, как и Зибель, был учеником Леопольда фон Ранке, вынудили Зибеля выступить публично. В своей История Германской империи (1855—1888) Гизебрехт писал: «Более того, период Империи — это эпоха, когда наш народ, укрепившийся благодаря единству, поднялся до положения власти, когда он мог не только свободно определять свою собственную судьбу, но мог также повелевать другими народами, и где немец пользовался своей величайшей властью в мире, а немецкое имя имело самое богатое звучание». Зибель возражал, что на протяжении всего имперского периода начиная с Оттона I «национальные» интересы предавались: в то время как империя преследовала интересы в Италии, это приводило только к бессмысленным действиям и потерям. При этом учёный противопоставлял политику его отца Генриха Птицелова, который направлял усилия на восток.
Позиция Зибеля указывала на тип империалистического мышления, которое нашло свое выражение в знаменитой фразе Drang nach Osten и стало реальностью в расселении немцев на восток во времена Священной Римской империи. Зибель опирался на это развитие, хотя оно началось не при Генрихе I, а скорее в XII в. сначала за Эльбу, а затем за Одер, положив начало выросших на славянских землях Пруссии, Саксонии и Силезии. При создании Alldeuscher Verband это движение было подтверждено: «Старое стремление к Востоку должно быть восстановлено». Развитие Фридрихом Ратцелем в 1898 году идеи среды обитания поддержало переселенческий колониализм, который стал рассматриваться как альтернатива трансатлантической миграции в Америку.
По оценке Зибеля 1859 г., завершившееся только в 1871 г. формирование германского национального государства не может быть осуществлено в формате распавшейся в 1806 г. Священной Римской империи. Поэтому он заканчивает свою речь риторическим вопросом: «Или не скорее ли» (то есть «национальное дело») «как раз по ту сторону, где Генрих I и Генрих Лев начали свои великие карьеры, где германизация наших восточных земель была достигнута объединёнными силами всех германских племен, где веками развевались в национальном великолепии знамена Баварии, знамена Виттельсбахов?»
У Юлиуса фон Фикера не было шансов в этом споре, который касался власти и политического позиционирования. В своем ответе Зибелю в 1861 г. он объяснил, что реальность X в. нельзя описывать категориями «национальный» или «немецкий». «Нация» — неуместный термин, потому что люди, жившие в то время в Рейхе, считали себя не «немцами», а членами отдельных «племен» — Саксонии, Франконии, Баварии и т. д. В ответ Зибелю и Гизебрехту он заявил: «Однако Рейх, в основании которого национальное сознание, как говорят, имело решающее значение, ещё не был назван немецким». Это подтверждает современное мнение о том, что этот период средневековой империи назывался термином, под которым он появился: Священная Римская империя.

## XX век
После Первой мировой войны, с образованием восточноевропейских национальных государств, проблема проживающих там этнических немцев привлекала все большее внимание историков, географов и фольклористов. С присоединением Австрии к Германи и присоединением Судетской области Адольф Гитлер предпринял первые экспансионистские шаги на восток.
Национал-социалист Фридрих Шнайдер задокументировал и прокомментировал с точки зрения Великой Германии в 6 выпусках с 1934 по 1943 год спор об имперской и восточной политике и отдельно в 1941 г. — полемику Зибеля и Фикера. В 1940 году он считал позицию Зибеля в «общегерманском историческом анализе» вытесненной и устаревшей: «Австрия вернулась к Рейху, возникла Великая Германия». Об Альберте Бракманне также говорят, что его «разработка зависимости от восточной и итальянской политики […] преодолела спор об имперской политике в средние века».
Адольф Гитлер в Майн кампф критически оценивал оказавшийся бесплодным и кровопролитным поход немцев на юг и запад и выражал сожаление, что немецкая историография так и не оценила должным образом колонизацию Остмарка и проникновение и захват территорий к востоку от реки Эльба.